# Dilara Begum Jolly
Dilara Begum, dite « Jolly » (Chittagong, 1960), est une graveuse, peintre, sculptrice et artiste d'installation bangladaise.
Elle fait partie d'un mouvement de femmes artistes dont le travail féministe est devenu plus populaire dans les années 1990 au Bangladesh : elle est connue pour son travail mettant en évidence la discrimination à l'égard des femmes et présentant explicitement des perspectives féministes dans son travail.

## Biographie

### Jeunesse et formation
Dilara Begum naît en 1960 à Chittagong, une ville-port située dans le sud du Bangladesh. Elle se fait davantage connaître sous son surnom « Jolly » que sous son nom officiel.
Jolly a déclaré dans une interview que sa mère avait été sa première source d'inspiration pour surmonter les barrières sociales, et qu'elle avait l'habitude de dire que « les femmes devraient étudier et que pour avoir leur propre voix, elles doivent être économiquement autonomes »,.
Elle étudie la peinture et la gravure au Government Arts College de Chittagong, où elle obtient son Bachelor of Fine Arts en 1981, puis son Master of Fine Arts avec spécialisation en peinture à la faculté des Beaux-Arts (en) de l'Université de Dacca en 1984,. En 1991, elle obtient un diplôme d'études supérieures en gravure à Santiniketan, au Bengale-Occidental, grâce à une bourse du gouvernement indien.
Dès 1983, elle participe à une exposition collective, lors de laquelle elle présente déjà des œuvres empreintes de préoccupations politiques et sociopolitiques, dans le contexte de la dictature, de la forte corruption et des ingérences étrangères faisant suite au coup d'État de 1982 au Bangladesh.
En 2011, Jolly et son mari sont impliqués dans un accident de bus qui tue le cinéaste de renommée internationale Tareque Masud, le PDG d'ATN News (en) Mishuk Munier (en) et trois autres personnes. Le groupe voyage dans un micro-bus en direction de la ville de Manikgonj Sadar pour rencontrer le commissaire adjoint afin de demander l'autorisation de tourner le dernier film de Tareque, Kagojer Phool, après avoir visité un lieu de tournage à Shibalaya Upazila, lorsqu'un bus de passagers entre en collision frontale avec leur micro-bus sur l'autoroute Dhaka-Aricha à Ghior à Manikganj. Jolly se fracture la main sur le coup.

### Carrière
Le changement de perspective de la politique mondiale après le 11 septembre 2001, la violence de la guerre injuste en Irak et la prise de conscience que les mères étaient les principales victimes de la guerre conduisent Jolly à travailler sur le système reproducteur féminin et sur le thème de la maternité ; l'absurdité de donner naissance à une nouvelle vie dans un monde rendu impropre à la vie et le manque de choix des femmes en la matière l'ont incitée à travailler sur l'embryon.
Jolly commence sa carrière comme graveuse. Son style se distingue par la subtilité du rendu et la légèreté des volumes, et par l'inclusion de motifs traditionnels bangladais. En 2014, elle tient une exposition intitulée « Threads of Testimony » au Bengel Art Lounge à Dacca, qui examine la condition des femmes dans l'industrie du vêtement au Bangladesh.
Aux côtés d'artistes comme Atia Islam Anne, Kanak Chanpa Chakma, Fareha Zeba, Niloofar Chaman, Nazlee Laila Mansur et Murshida Arzu Alpana, Dilara Begum Jolly fait partie d'un mouvement de femmes artistes dont le travail féministe est devenu plus populaire dans les années 1990 au Bangladesh,. Dans ses peintures, Jolly se concentre sur la réalité de la place des femmes dans une société dominée par le patriarcat et la religion. Sa manière de protester contre ce système tient davantage de la satire, du ridicule et de l'ironie incisive que de la déclaration directe, tandis qu'elle tente de désapprendre de l'académisme masculin,. Les œuvres de Dilara Begum Jolly mettent en lumière le voyage intérieur ainsi que les dures réalités de la vie des femmes : elle reconnaît avoir été influencée par différents personnages féminins forts de fiction tels que Jamila du roman Lalsalu (en) de Syed Waliullah (en).
Sa série Embryo Withdrawn présente le désir d'une mère de cacher sa fille adolescente, victime du patriarcat de la société, dans son ovaire. « C'est l'histoire vraie d'une de mes proches. Après avoir exprimé cette solution extrême et irréaliste pour garder sa fille en paix, la mère est morte immédiatement. Le souvenir me hante encore », a déclaré Jolly. Elle décrit en 1996 la tragédie de Nurjahan, une victime de la fatwa s'étant suicidée après avoir été déclarée coupable d'adultère par le conseil du village et lapidée publiquement. Elle travaille aussi sur l'histoire tragique de Rumana Manzur (en), enseignante à l'Université de Dacca, rendue aveugle par son mari en 2011 parce qu'elle voulait poursuivre ses études à l'étranger sans l'accord de celui-ci, ou encore sur les jeunes ouvrières du vêtement de Tazreen Fashion qui ont été brûlées vives dans un incendie d'usine en 2012. L'artiste intériorise la condition de son sujet jusqu'à l'incarner et l'interprète avec son propre langage, fantaisiste et symbolique.
Dilara Begum diversifie sa production artistique en utilisant d'autres supports, comme la sculpture, le Nakshi Kantha, une broderie matelassée réalisée par des femmes bangalaises qui possède ses propres motifs et symboles, la performance et l'installation sonore ou vidéo. Elle invente et développe aussi une pratique consistant à coudre à l'aiguille sur du papier et des photographies,.

## Expositions notables

### Expositions individuelles
Ses expositions individuelles les plus notables ont été organisées par la Bengal Foundation (en), parmi lesquelles,, :
- « Excavating Time » (Bengal Gallery of Fine Arts, Dacca, 2006)
- « Threads of Testimony » (Dacca, 2014)
- « Microtears’/Omorar Akkhan » (Daily Star-Bengal Arts Precinct, Dacca, 2015).

### Expositions collectives
Dilara Begum Jolly a participé au Dhaka Art Summit en 2016 et en 2018 avec « A Beast, a God and a Line » (2018),.
Elle a aussi notamment exposé au Bengal Art Lounge d'Art Gwangju (Corée du Sud, 2015), au musée d'Art moderne de Varsovie (2018), au Para Site de Hong Kong (2018), ainsi qu'à l'à l'Académie Shilpakala du Bangladesh (en) à plusieurs reprises, qui lui remet en 2002 le prix de la Fondation Bengal,.

## Prix et reconnaissance
- 1980 : All Media Best Award, Govt. Art College, Chittagong[4]
- 1980 : Best Award Expo, organisée par l'Alliance Francaise de Chittagong[4]
- 1981 : Zainul Abedeen Award, Govt. Art College, Chittagong[4]
- 1996 : Mention honorable lors de la 12e Exposition nationale d'art, Académie Shilpakala du Bangladesh (en), Dacca[4]
- 2002 : Bengal Foundation Award, 15e Exposition nationale d'art, Académie Shilpakala du Bangladesh, Dacca[4]

## Conservation
Les œuvres de Dilara Begum Jolly sont notamment conservées au musée national du Bangladesh, à l'Académie Shilpakala du Bangladesh (en) et à la Bengal Foundation (en),.